# Grabau (Hitzacker)
Grabau ist ein Ortsteil der Stadt Hitzacker (Elbe) im Landkreis Lüchow-Dannenberg in Niedersachsen. Der Ort liegt 3 km südöstlich vom Kernbereich von Hitzacker zwischen Elbe und Jeetzel.

## Geschichte
Am 1. Juli 1972 wurde die Gemeinde Grabau zusammen mit den Gemeinden Bahrendorf, Harlingen, Kähmen, Nienwedel, Seerau, Tießau, Wietzetze und Wussegel nach Hitzacker eingegliedert.